# Radical 177
Le radical 177, qui signifie le cuir, est un des 11 des 214 radicaux chinois répertoriés dans le dictionnaire de Kangxi composés de neuf traits.
Le caractère Unicode de 革 est 9769.

## Caractères avec le radical 177
| nombre de traits          | caractères                                               |
| ------------------------- | -------------------------------------------------------- |
| Sans trait supplémentaire | 革                                                       |
| 2 traits supplémentaires  | 靪                                                       |
| 3 traits supplémentaires  | 靫 靬 靭 靮 靯 靰 靱                                     |
| 4 traits supplémentaires  | 靲 靳 靴 靵 靶 靷 靸 靹                                  |
| 5 traits supplémentaires  | 靺 靻 靼 靽 靾 靿 鞀 鞁 鞂 鞃 鞄 鞅 鞆                   |
| 6 traits supplémentaires  | 鞇 鞈 鞉 鞊 鞋 鞌 鞍 鞎 鞏 鞐 鞑 鞒                      |
| 7 traits supplémentaires  | 鞓 鞔 鞕 鞖 鞗 鞘 鞙                                     |
| 8 traits supplémentaires  | 鞚 鞛 鞜 鞝 鞞 鞟 鞠 鞡                                  |
| 9 traits supplémentaires  | 鞢 鞣 鞤 鞥 鞦 鞧 鞨 鞩 鞪 鞫 鞬 鞭 鞮 鞯 鞰 鞱 鞲 鞳 鞴 |
| 10 traits supplémentaires | 鞵 鞶 鞷                                                 |
| 11 traits supplémentaires | 鞸 鞹 鞺 鞻                                              |
| 12 traits supplémentaires | 鞼 鞽 鞾 鞿                                              |
| 13 traits supplémentaires | 韀 韁 韂 韃                                              |
| 14 traits supplémentaires | 韄 韅                                                    |
| 15 traits supplémentaires | 韆 韇 韈                                                 |
| 17 traits supplémentaires | 韉                                                       |
| 21 traits supplémentaires | 韊                                                       |